# 柳公绰
柳公绰（768年—832年5月6日），字起之，京兆府华原县（今陕西省铜川市耀州区稠桑乡柳家塬）人，祖籍河东郡解县（今山西省运城市临猗县）。唐朝官员。
祖柳正礼，邠州士曹参军。父柳子温，丹州刺史。生母崔氏、繼母薛氏。其弟柳公权。柳公绰幼聪敏，贞元元年（785年），应制举，登贤良方正、直言极谏科，授秘书省校书郎，时年十八。贞元四年，复应制举，再登贤良方正科，时年二十一。按古人计岁惯用虚岁，据此推算其生年为大历三年（768年）。
武元衡节度剑南，召为吏部郎中。元和初年，官御史中丞。元和中，遷兵部侍郎兼御史大夫，改京兆尹、兼御史大夫。後官鄂岳观察使。贞元十一年，柳公绰久任無功，以李道古代之。大和（太和）六年四月乙丑（832年5月6日），柳公绰去世，虚岁六十五。赠太子太保，谥曰成。娶韩皋女。子柳仲郢，有女柳道娘、柳愔愔及柳老師。

## 延伸阅读
[在维基数据编辑]
 在维基文库阅读此作者作品
 《舊唐書/卷165》，出自刘昫《舊唐書》
 《新唐書·卷163》，出自《新唐書》